# Premio Tiflos de Poesía
El Premio Tiflos de Poesía está organizado por la ONCE. Fue creado en 1986. 
Convocado por la Organización Nacional de Ciegos (ONCE), el Premio Tiflos de Poesía fomenta y distingue la creación literaria en lengua castellana. Iniciados en 1986, desde la segunda edición el galardón se concede a un volumen de poemas de temática libre. 
A lo largo de sus más de treinta años de existencia, el Premio Tiflos de Poesía se ha convertido en uno de los certámenes poéticos más prestigiosos del panorama literario. Actualmente, la editorial Renacimiento publica el libro ganador. La publicación se realiza al año siguiente del año de la convocatoria. En la última, XXXII edición, concurrieron 325 ejemplares.

## Los Premios Tiflos
El Premio Tiflos de Poesía es el decano de las distintas modalidades de los Premios Tiflos (poesía, cuento, novela y periodismo) que, anualmente, convoca la ONCE. Las tres modalidades literarias (poesía, cuento y novela) son publicadas por la editorial Castalia Ediciones. Asimismo, con la finalidad de promocionar la creación literaria entre las personas con ceguera o deficiencia visual grave, en las tres modalidades literarias se concede un premio especial a los escritores con discapacidad visual grave acreditada.